# Force de choc
En escalade ou en travail acrobatique, la force de choc est la force de décélération que subit un grimpeur (ou un cordiste) à la fin d'une chute. L’énergie doit être absorbée par le système d’assurage et en particulier par la corde. Si la corde absorbe bien l’énergie, elle va réduire l’impact sur le grimpeur. 
Elle dépend du facteur de chute, de la masse du grimpeur et de la capacité de la corde à absorber l’énergie de la chute.

## Force de choc maximale
Toutes les cordes de montagne sont caractérisées par leur force de choc maximale, mesurée en laboratoire dans des conditions extrêmes qui ne se rencontrent pas en escalade : masse métallique, assurage fixe, corde bloquée. 
C’est la valeur qui est indiquée sur les notices. Dans ces conditions, toute l’énergie de la chute est absorbée par la corde, et pas du tout par les frottements, le harnais ou la déformation du corps humain. Il s'agit donc bien de la force de choc maximale de la corde.

### Origine de la formule de force de choc
Lorsqu’un corps chute, il perd de l’énergie potentielle de pesanteur et gagne de l’énergie cinétique. Plus la hauteur de chute est grande, plus la vitesse d’arrivée au sol est grande (la vitesse limite n'est pas atteinte à cause de la résistance de l’air au cours d’une chute d’escalade).
L’énergie potentielle perdue pendant la chute (terme de gauche) est égale à l’énergie cinétique acquise (terme de droite), soit :
où 
- m est la masse du grimpeur en kg,
- g est l'accélération de la pesanteur qui vaut environ 9,81 m/s2 sur Terre,
- h est la hauteur de chute en mètres,
- v est la vitesse en m/s.

La vitesse finale est donc donnée par 
soit 14 m/s ou 50 km/h pour une chute de 10 m ou 72 km/h pour une chute de 20 m.
La corde, mais aussi le baudrier, les mousquetons, amortissent la chute du fait de leur élasticité. Pour des raisons de simplicité, les calculs de force de chute ne prennent en compte que l’amortissement dû à la corde.
Pour préserver le grimpeur, la corde doit pouvoir absorber toute l’énergie de la chute sans casser et sans que sa tension (force de choc ressentie par le grimpeur) devienne trop grande.
Il est donc nécessaire de prendre en compte l’élasticité de la corde. Pendant toute la phase où la corde n’est pas encore tendue, le grimpeur perd de l’énergie potentielle et gagne de l’énergie cinétique (il est en chute libre), puis la corde est tendue et commence à s’allonger. 
Le grimpeur continue à perdre de l’énergie potentielle (il continue à descendre) mais cette énergie est utilisée par la corde comme énergie élastique. Si la force de rappel élastique {\displaystyle F} est proportionnelle à l’allongement {\displaystyle \Delta l}, soit {\displaystyle F=k\Delta l}, cette énergie élastique est de la forme  {\displaystyle e={\tfrac {1}{2}}k\Delta l^{2}}. Le grimpeur descend de moins en moins vite. Sa vitesse devient nulle, il est au point le plus bas de sa chute. 
La corde a transformé toute l’énergie de la chute en énergie élastique, elle s’est allongée en conséquence. La corde va ensuite se raccourcir et le grimpeur va remonter (sa vitesse va augmenter dans le sens de la montée et son énergie potentielle va à nouveau augmenter) jusqu’à s’arrêter à nouveau lorsqu’un équilibre sera atteint entre le poids et la tension de la corde.
Plus la corde est longue, plus elle peut absorber d’énergie toute chose égale par ailleurs, c’est-à-dire pour les mêmes caractéristiques de corde.
D’un point de vue purement statique, à l’équilibre final, la corde est allongée de {\displaystyle \Delta l} (allongement statique) par rapport à sa longueur d’origine {\displaystyle l_{0}}. La force de rappel de la corde élastique (ou tension de la corde) est égale au poids du grimpeur puisqu’il y a équilibre. Le grimpeur est soumis à la force de rappel de la corde qui le tire vers le haut et à son poids qui l’entraîne vers le bas.
Mais au moment de l’élongation maximale de la corde ({\displaystyle \Delta l_{\text{max}}}, allongement dynamique), la tension de la corde est supérieure au poids du grimpeur. C’est cette tension maximum de la corde, c’est-à-dire la force de rappel exercée par la corde sur le grimpeur, qui est appelée force de choc.
Cette force de choc, force subie par le grimpeur au point le plus bas de sa chute (si la corde a pu absorber toute l’énergie de la chute avant de se rompre) dépend : 
- de la masse du grimpeur (avec son chargement) {\displaystyle m}, car elle détermine à quelle vitesse l'énergie cinétique va s'accumuler pendant la chute,
- de la hauteur de la chute {\displaystyle h}, car elle détermine quelle quantité d'énergie cinétique aura été accumulée pendant la chute,
- de la longueur {\displaystyle l_{0}} de la corde et de son élasticité (ou plus exactement de sa raideur {\displaystyle k}), car elles déterminent la rapidité avec laquelle l'énergie de la chute sera convertie en énergie élastique et par conséquent l'importance de la force de choc.

## Évaluation de l’allongement et de la force de choc
L’allongement maximum de la corde peut être calculé en écrivant que la perte d’énergie potentielle au point le plus bas de la chute (c’est-à-dire quand l’allongement est maximum) est égale à ce que la corde a absorbé sous forme d’énergie élastique. Les autres éléments susceptibles d’absorber de l’énergie (mousquetons, harnais, frottements) sont négligés, qui font diminuer ce que la corde doit absorber.
Énergie potentielle perdue = {\displaystyle mg(h+\Delta l_{\text{max}})} = Énergie élastique gagnée = {\displaystyle e={\tfrac {1}{2}}k\Delta l_{\text{max}}^{2}}. On obtient une équation du second degré sur l’inconnue {\displaystyle \Delta l_{\text{max}}} : 
ce qui donne en ne gardant que la racine positive :
Or la constante k de raideur peut aussi s’écrire {\displaystyle k=K/l_{o}} où {\displaystyle l_{0}} est la longueur initiale de la corde et K = YS, où Y est le module de Young, caractéristique de l’élasticité de la corde et S l’aire de la section de la corde.
Plus K est grand plus la corde est raide donc moins elle s’allonge pour une même énergie absorbée. 
Mais plus K est grand, plus la force de choc est grande.
On a alors : 
ou encore 

où f est le facteur de chute, c’est-à-dire le rapport entre la hauteur de chute et la longueur de corde sollicitée (soit {\displaystyle f={\tfrac {h}{l_{o}}}}). La tension à ce moment-là, selon la loi de Hooke sur les ressorts, est égale à 
ce qui donne 

## Normes
La corde dynamique de type 1 doit pouvoir absorber l’énergie correspondant à la chute d’un grimpeur de 80 kg avec un facteur de chute de 1,77, sans casser (le % d’allongement au max d’élongation ne doit pas dépasser 40 %) et sans que la tension max (force de choc) dépasse 12 000 N (soit 12 kN).
Des tests sont donc pratiqués sur les cordes (corde neuve, première chute) sous ces contraintes. La corde doit aussi résister sans casser à plusieurs chutes (5), mais bien sûr le confort de la chute sera peut être moins bon. Il vaudra mieux éviter de réutiliser une corde qui a subi une chute importante avec un grimpeur lourd.
La force de choc donnée sur la notice d’une corde ne doit pas être supérieure au moins bon résultat obtenu lors des tests normés.

## Évolution de la force de choc à l’usage
En escalade, chute après chute, les capacités dynamiques de la corde diminuent et donc la force de choc augmente.